# 植烷酸
植烷酸（英語：Phytanic acid，或3,7,11,15-四甲基十六烷酸）是一种支链脂肪酸，人类可以通过食用乳制品、反刍动物脂肪以及某些鱼类而获得该物质。估计西方饮食每天可以提供50～100毫克的植烷酸。在一项牛津大学做的研究中，食用肉食的个人，平均来说血浆中植烷酸浓度的几何平均数比纯素食主义者高6.7倍。

## 人类病理学
不像大多数脂肪酸，植烷酸不能够通过β-氧化被代谢。相反，它在过氧物酶体中经历α-氧化，在那里，它被脱掉一个碳而转换为降植烷酸 。降植烷酸在过氧物酶体经历数轮回β-氧化以形成中链脂肪酸，这样就可以在线粒体中被降解成二氧化碳以及水。
患有成人雷夫叙姆病的个体，由PHYH基因中的突变所导致的常染色体隐性神经障碍妨碍了进行α-氧化的活性，且使得他们的血液以及组织中积累了大量的植烷酸。这常会导致周围神经病变、小脑共济失调、色素性视网膜炎、嗅觉丧失症以及听力丧失。

## 其他生物体中的存在情况
在反刍动物中，摄入的植物在消化道发酵中释放出叶绿醇，这种物质是叶绿素的一部分，之后叶绿醇被转变成植烷酸并被储存于脂肪中。最近，间接的证据已经证明大型类人猿（倭黑猩猩、黑猩猩属、大猩猩以及猩猩），与人不同，在植物的后肠发酵过程中获得数量可观的植烷酸。
淡水海绵都含有例如4,8,12-三甲基十三烷酸, 植烷酸以及降植烷酸之类的类萜，这表明这些酸对于海生和淡水海绵来说具有化学分类学意义。
昆虫，例如黄栌跳甲，被报道可以使用叶绿醇及其代谢产物（例如植烷酸）作为防止自己被捕食的化学威慑剂。这些化合物摄取自它的宿主植物。

## 转录调控剂
植烷酸及其代谢产物被报道说可以结合并激活转录因子过氧化物酶体增殖物激活受体α以及视黄酸受体。